# Georg Kliesch
Georg Kliesch (* 9. Juli 1896 in Landeshut in Schlesien; † 12. Februar 1959 in Aachen) war ein deutscher Theologe und Politiker (DNVP, CSVD).

## Leben
Kliesch wurde als Sohn eines Oberglöckners geboren. Nach dem Abitur am Realgymnasium in Landeshut besuchte er zunächst die Theologische Hochschule Bethel und studierte im Anschluss evangelische Theologie an den Universitäten in Breslau und Halle. Er wurde am 8. Juli 1921 ordiniert, arbeitete ab 1922 als Gemeindepfarrer in Konradswaldau und war ab dem 1. April 1927 als Pfarrer Leiter der Stadtmission in Breslau, wo er auch einen kirchlichen Jugendverband leitete. Am 1. Dezember 1928 übernahm er eine Pfarrstelle in Nieder Rosen.
Im Mai 1928 wurde Kliesch als Abgeordneter für die Deutschnationale Volkspartei (DNVP) in den Preußischen Landtag gewählt. Er verließ ein Jahr später die DNVP, war ab dem 4. Dezember 1929 fraktionsloser Abgeordneter und trat am 22. Januar 1930 in den Christlich-Sozialen Volksdienst (CSVD) ein. Dem Landtag gehörte er bis zum Ablauf der Wahlperiode 1932 an. Im Parlament vertrat er den Wahlkreis 7 (Breslau).
Kliesch war ab dem 1. April 1932 Pfarrer in Ohlau und betätigte sich seit 1933 führend bei den Deutschen Christen. Nach dem Zweiten Weltkrieg siedelte er als Heimatvertriebener nach Westdeutschland über und ließ sich in Aachen nieder.
Georg Kliesch war seit dem 12. Februar 1924 mit Erika von Kulmiz (1893–1958) verheiratet und hatte zwei Söhne.